# Reyal Acadèmi de sa Llengo Baléà
La Reyal Acadèmi de sa Llengo Baléà, anteriorment l'Acadèmi de Sa Llengo Baléà i rarament la Reial Acadèmia de la Llengua Balear, és una entitat privada de les Illes Balears fundada el desembre del 1992. Creada a imitació de la Real Acadèmia de Cultura Valenciana, es caracteritza per promoure unes normes ortogràfiques pròpies per al català balear i s'emmarca, doncs, dins del gonellisme.
Alguns partits polítics balears han arreplegat en algun moment en els programes electorals l'oficialització de les normes lingüístiques propostes per l'Acadèmi de Sa Llengo Baléà, entre els quals hi ha Clau de Mallorca o Unió d'es Pobble Baléà, aquest últim creat el 1997 per la mateixa institució. També s'hi associa el Grup d’Acció Baléà, que en reivindica i ensenya l'ortografia.
El 1993, va organitzar el I Congrés de Filología Baléà. Després, el desembre del 2005, l'acadèmia va presentar una gramàtica que pretenia reunir les gramàtiques mallorquines del segle xx i anteriors, però basant-se sobretot en la de Juan José Amengual del 1835. D'ençà del maig del 2019, tenen seu al Casal Ernest Lluch, propietat de l'Ajuntament de Palma però cedit al Govern de les Illes Balears.
El president de l'acadèmia actualment és Guillermo Matas, tot i que anteriorment era el filòleg mallorquí Juan Vanrell Nadal. N'és membre d'un inici Mikèl Garàu Rosselló, a més de vicepresident. També n'ha format part Carlos Delgado Truyols.
El 25 d'abril del 2024, la Casa Reial espanyola li va atorgar el títol de Reial, amb la qual cosa va adoptar la denominació actualment en ús. En conèixer la notícia, la Universitat de les Illes Balears i l'Institut d'Estudis Catalans es van posicionar en contra de la distinció a través d'un comunicat, com també l'Obra Cultural Balear. El Govern de Marga Prohens també es va desmarcar de la decisió de la corona espanyola. Així mateix, el 9 de maig d'aquell any el Consell Insular de Mallorca va aprovar una moció presentada per MÉS Mallorca, amb els vots en contra de Vox i l'abstenció del Partit Popular, que exigeix a Felip VI de retirar el títol a la institució, disculpar-se i reconèixer la unitat de la llengua catalana.